# テックウィンDVD
『テックウィンDVD』（TECH Win DVD）は、エンターブレインが刊行していたDVD-ROM付きパソコン雑誌。毎号、付録DVD-ROM（創刊時はCD-ROM）に多数のフリーウェアやコンピュータゲームの体験版、オリジナルのドラマや声優インタビューなどのコンテンツを収録している。

## 概要
1993年11月、翌年3月・7月に『LOGiN』の増刊として発行された『TECH LOGiN』が前身。同誌は3号まで刊行の後、1994年11月18日に月刊誌『TECH Win』へ名前を変更して独立創刊した。
1995年、雑誌メディアとして初めてのCD-ROMを使ったドラマ連載「12 twelve 〜天願大介の12幕〜」を収録。また、「さるやまハゲの助アワー」というコンテンツにおいて、宮崎吐夢が演じる「ペリーのお願い」や「ピアノレッスン」、「イノキ」などがネット上に流出し、Flash化されるなど、社会現象となった。
しかし、1996年にアダルトゲーム専門誌『TECH GIAN』を独立創刊させて『E-LOGIN』と社内競合させ、一方の『LOGiN』も『TECH Win』創刊後の1995年1月より増刊『CD LOGiN』を刊行するなどテックウィン編集部とLOGiN編集部との関係は必ずしも良好ではなかったと言われる。そうした経緯も有ってか、2000年4月のエンターブレイン発足後も2002年4月号まで『TECH Win』は引き続きアスキーから刊行されていた。
なお、姉妹誌にMacintosh専門誌『TECH Mac』（1994年 - 1995年）、セガサターン情報誌『Tech Saturn』（1995年 - 1997年）、プレイステーション情報誌『Tech PlayStation』（1997年）、Linux専門誌『TECH Linux』（2000年）なども存在した。
2004年7月号から雑誌名を『テックウィンDVD』に変更し、付属メディアのDVD-ROMへの変更や季刊化などの大幅リニューアルを行ったが、2006年1月号を最後に刊行を停止（休廃刊の公式アナウンスは確認されていない）。なお、一部のコーナーについては『LOGiN』が引き継いでいる。